# Pavel Dobeš
Pavel Dobeš, né le 18 janvier 1982 à Prague, est un homme politique tchèque, membre du parti Ordre de la Nation.

## Biographie

### Formation et carrière
Il a étudié à la faculté de sciences sociales de l'université Charles de Prague, où il a terminé son cursus en 2007 avec une thèse sur les fonds structurels européens. Il a alors travaillé à la maison de Prague, à Bruxelles, avant d'intégrer, en 2010, la société Český Aeroholding.

### Engagement politique
Initialement membre du parti des Affaires publiques (VV), il est nommé ministre des Transports le 1er juillet 2011, à l'occasion d'un remaniement ministériel. En avril 2012, il suit la vice-présidente du gouvernement, Karolína Peake, dans sa scission de VV et participe à la création du nouveau parti LIDEM - Libéraux démocrates.